# Маршмэллоу

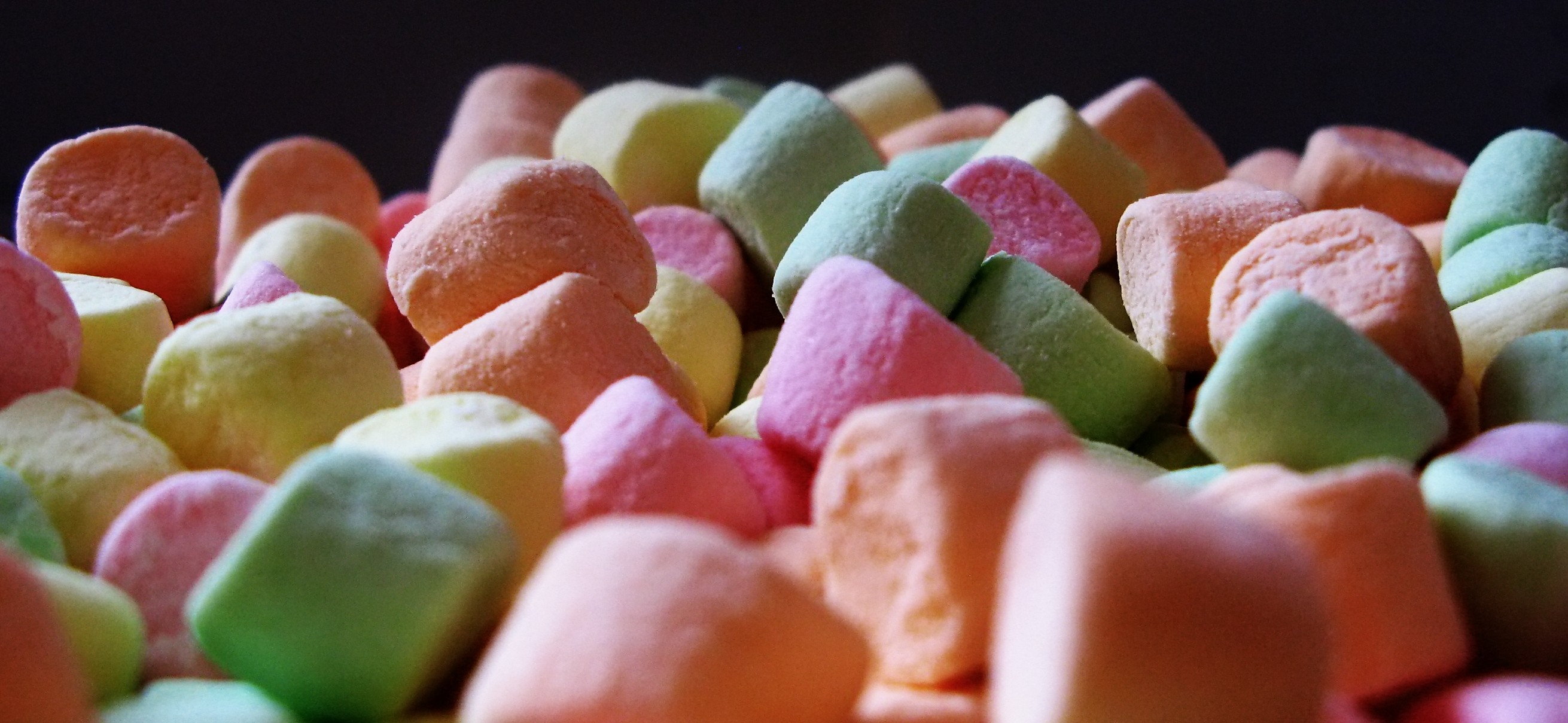

Маршмэллоу (маршмеллоу; от англ. marshmallow) — кондитерское изделие, напоминающее пастилу. Состоит из сахара или кукурузного сиропа, желатина, размягченного в горячей воде, глюкозы, взбитых до состояния губки, к которым может добавляться немного красителей и ароматизаторов.
Само название «marsh mallow» переводится как «мальва болотная»; так по-английски называется растение алтей лекарственный семейства Мальвовые, из корня которого получали клейкую желеобразную белую массу. Со временем алтей заменили желатином и крахмалом. Современные «воздушные» маршмэллоу впервые появились в США в 1950-х годах; их стала выпускать фирма Kraft.
Кусочки маршмэллоу добавляют в салаты, десерты, мороженое, украшают ими торты и пирожные. Довольно распространённым способом употребления является добавление небольших кусочков маршмэллоу в какао, горячий шоколад или кофе. 

Какао с маршмеллоу в московском кафе

Самый известный и несколько стереотипно-традиционный способ приготовления в Америке — это жарить его на костре во время лесных пикников. Разогреваясь, маршмэллоу увеличивается в размерах, внутри становится воздушным и тягучим, а сверху — коричневым, поджаристым. Имеющийся в составе сахар при жарке превращается в карамель.

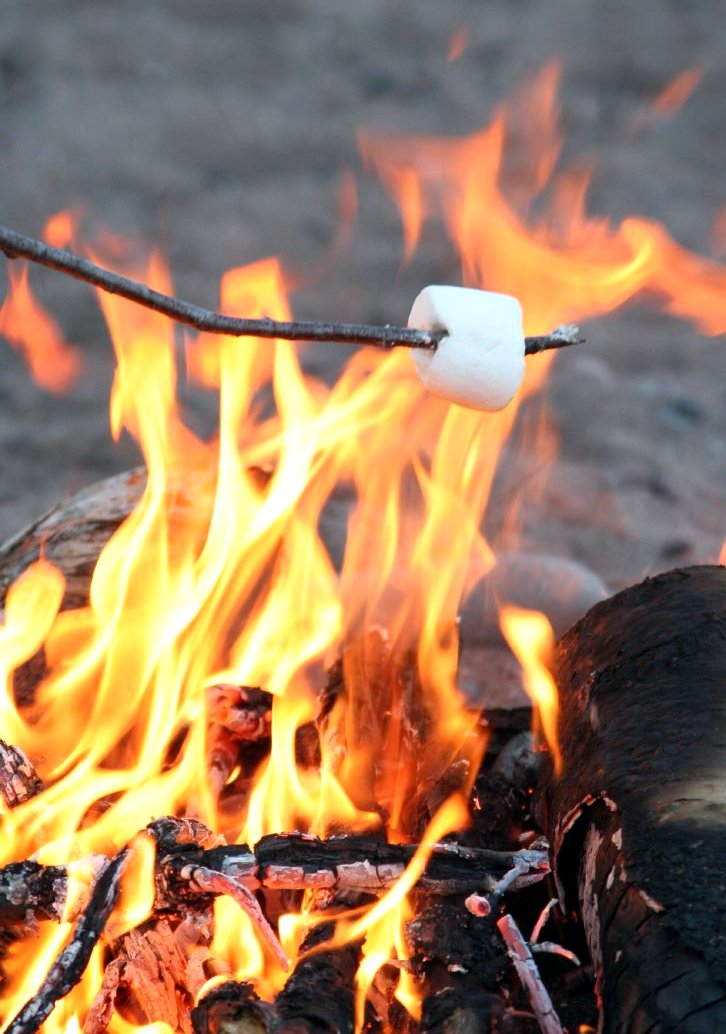
Жарка на костре

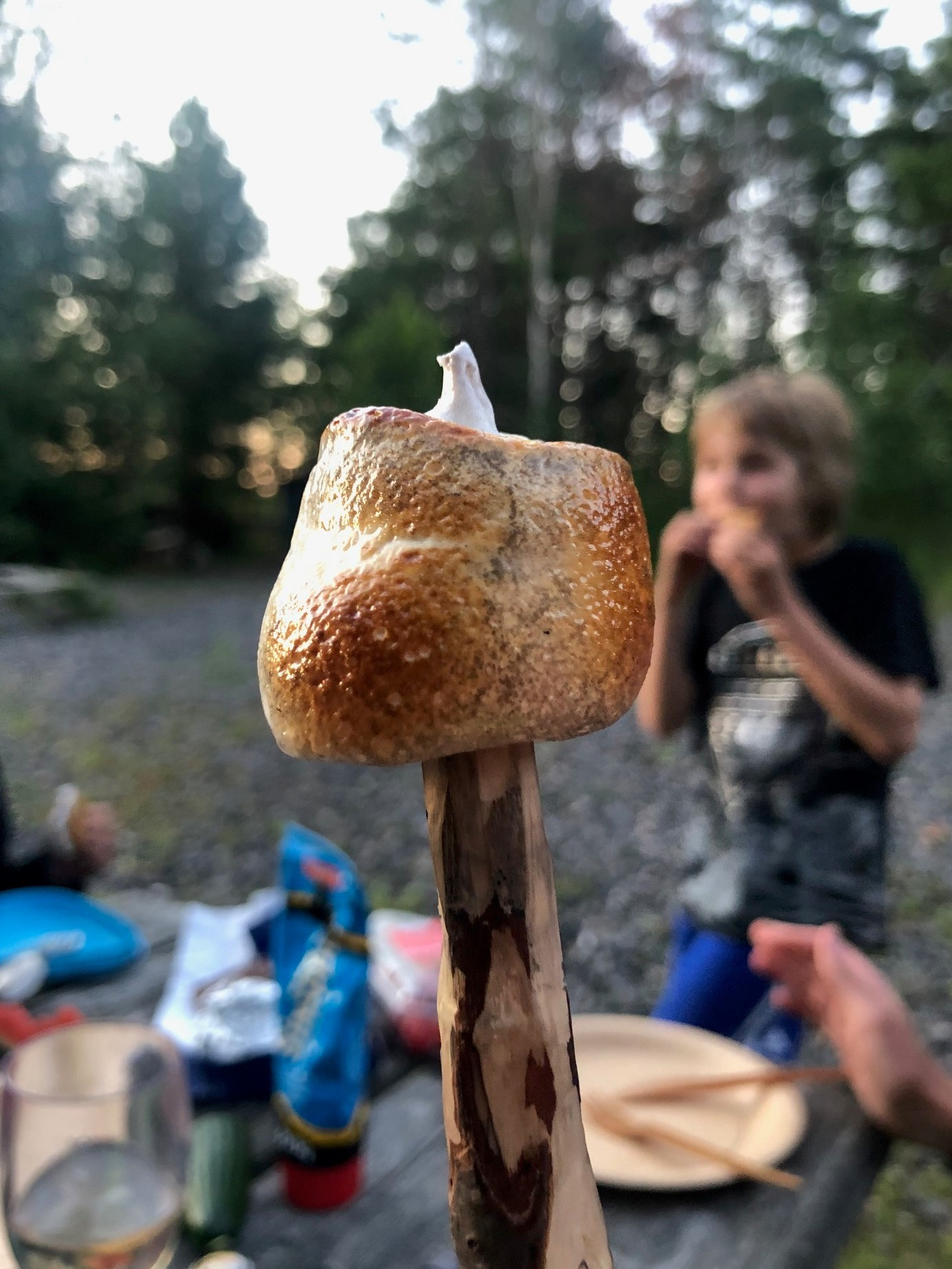
Маршмеллоу после жарки на огне

Маршмэллоу продаются на развес и в пакетиках. Чаще всего они белые, иногда — цветные. Выпускаются маршмэллоу и в шоколадной или карамельной глазури, с орехами и ароматическими добавками, большие и маленькие, круглые и квадратные. Из маршмэллоу также делают мастику для украшения тортов и пирожных.

## История
Маршмэллоу, скорее всего, сначала возник как лекарственное средство, так как его изготавливали на основе экстракта корня растения алтея лекарственного, которое использовалось в качестве средства от ангины. Отвар других частей растения маршмэллоу тоже применялся в медицине.
В Древнем Египте для изготовления конфет из растения извлекался сок и смешивался с орехами и мёдом. Для лечения ангины корень алтея сочетали с мёдом. По другому старому рецепту корень очищался, чтобы обнажить сердцевину, которая кипятилась с сахарным сиропом. Жидкость затем высушивалась, и получалась мягкая и вязкая сласть, которую нужно было долго жевать.
Более поздняя французская версия рецепта, названного pâte de guimauve (или просто guimauve), включала в себя безе из яичного белка, часто розовую воду. Pâte de guimauve больше всего напоминает современные маршмэллоу, которые уже не содержат алтея. В XIX веке французские производители конфет ввели несколько новшеств, приблизив это кондитерское изделие к современному маршмэллоу. В некоторых регионах владельцы небольших кондитерских получали сок из корня алтея и взбивали его самостоятельно. Конфеты были очень популярны, но их производство было трудоёмким. Чтобы облегчить процесс получения необходимой консистенции, стали использовать яичный белок или желатин с кукурузным крахмалом. Этот метод действительно снижал трудоёмкость изготовления маршмэллоу, но требовал соблюдения правильной технологии для объединения желатина с кукурузным крахмалом.
Ещё одна веха в развитии современного маршмэллоу — изобретение процесса его экструзии американцем Алексом Думаком (Alex Doumak) в 1948 году. Это позволило полностью автоматизировать производство маршмэллоу и получать изделия привычной теперь цилиндрической формы. Все ингредиенты поступали по трубам, смешивались и выдавливались в виде цилиндра, который нарезался на кусочки и посыпался смесью кукурузного крахмала и сахарной пудры. Процесс был запатентован и использовался в компании Doumak, которую Алекс Думак основал в 1961 году.